# CCV-System

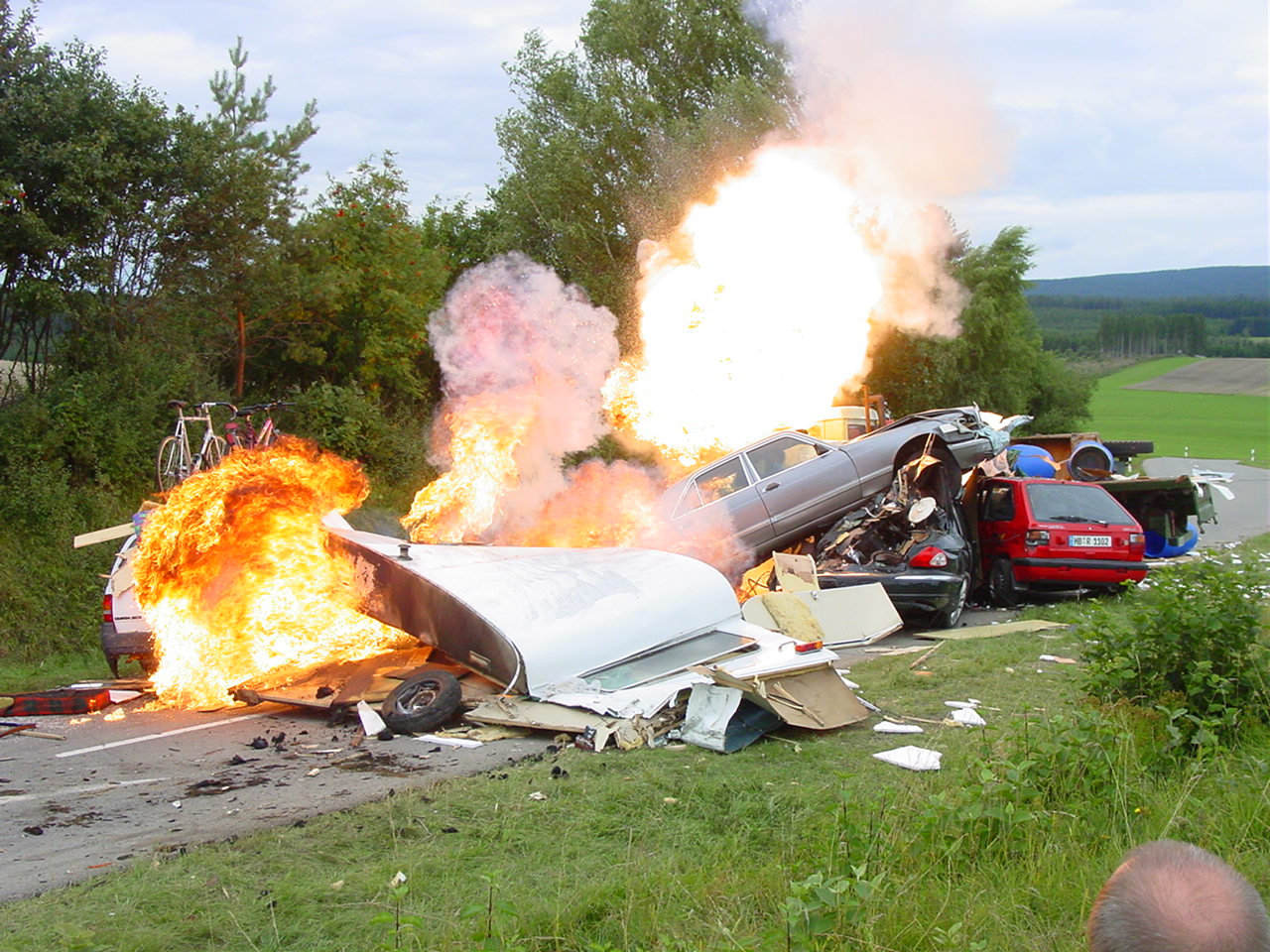
CCV-Stunt

CCV-System (engl. Computer Controlled Vehicle System) ist ein Spurführungssystem zum Einbau in normale PKW, LKW oder Busse. Das Fahrzeug kann mit Hilfe des Systems unbemannt und eigenständig eine vorgegebene Strecke fahren.
Im Gegensatz zum Automated Guided Vehicle kann das Fahrzeug mit hoher Geschwindigkeit fahren. Die seitliche Abweichung von der Soll-Strecke beträgt bei ebener Fahrbahn deutlich unter 2 cm. Dadurch ist eine Durchführung von Offset-Crashtests möglich. Weitere Einsatzmöglichkeiten sind die unbemannte Fahrt bei Fahrzeug-Stunts sowie die Automatisierung von Schlechtwegstrecken.